# Okres Szentes
Okres Szentes (maďarsky Szentesi járás) je okres v jižním Maďarsku v župě Csongrád-Csanád. Jeho správním centrem je město Szentes.

## Sídla
- Árpádhalom
- Derekegyház
- Eperjes
- Fábiánsebestyén
- Nagymágocs
- Nagytőke
- Szegvár
- Szentes